# Pietro Veneri
Pietro Veneri (Parma, 17 marzo 1964) è un direttore d'orchestra italiano.

## Biografia
Figlio di Giovanni Veneri, anche lui direttore d'orchestra e docente al Conservatorio Arrigo Boito di Parma, studia Pianoforte e Composizione con Camillo Togni presso lo stesso istituto, dove si è diplomato in Direzione d'orchestra con Daniele Gatti.
Durante la sua carriera ha diretto numerose orchestre, incluse la come Tokyo City Philharmonic, Maggio Musicale Fiorentino, Sinfonica di Sanremo, Osaka Century, Haydn Sinfonie-Orchester, Yamagata Symphony, Sinfonia Varsovia, Comunale di Bologna e Filarmonia Veneta, in istituzioni come Tokyo Suntory Hall, Konzerthaus, Vienna, Festival Hall, Osaka, Dalhalla Opera Festival, Teatro Regio di Parma, Teatro Comunale di Bologna, Nagoya Aichi Hall, Teatro del Maggio Musicale Fiorentino, Tokyo Orchard Hall e Auditorium della Conciliazione di Roma.
Ha assistito Rafael Frühbeck de Burgos e collaborato tra gli altri con Zubin Mehta, Christian Thielemann, Riccardo Muti, Riccardo Chailly, Daniele Gatti e Georges Prêtre.
Dal 2012 collabora con il Teatro del Maggio Musicale Fiorentino quale “Direttore musicale di palcoscenico”.
Ha collaborato con direttori quali: Zubin Mehta, Christian Thielemann, Riccardo Muti, Riccardo Chailly, Daniele Gatti, James Conlon, sir Neville Marriner, Charles Dutoit e Georges Pretre; registi quali: Luca Ronconi, Graham Vick, Willy Decker, Bob Wilson, Franco Zeffirelli, Pierluigi Pizzi, Dario Fo, Liliana Cavani, Mauro Bolognini e Jonathan Miller; artisti quali: Mirella Freni, Raina Kabaivanska, Mariella Devia, Angela Gheorghiu, Edita Gruberova, Daniela Dessì, Maria Chiara, Ghena Dimitrova, Grace Bumbry, Cecilia Bartoli, Daniela Barcellona, Sara Mingardo, Waltraud Meier, Agnes Baltsa, Fiorenza Cossotto, Elena Obraztsova, Josè Carreras, JosèCura, Placido Domingo, Juan Diego Florez, Roberto Alagna, Carlos Alvarez, Aldo Protti, Leo Nucci, Kurt Rydl, Alessandro Corbelli, Piero Cappuccilli, Renato Bruson, Juan Pons, Bernd Weikl, Cesare Siepi, Michele Pertusi, Nicolaj Ghiaurov, Roberto Scandiuzzi, Ruggero Raimondi, Wojciech Waleczek.
È docente di Direzione d'orchestra presso il Conservatorio Arrigo Boito di Parma. Inoltre ha insegnato Direzione d'orchestra alla Regia Accademia Filarmonica di Bologna.